# Giorno finnosvedese
Il giorno finnosvedese (in finlandese: Ruotsinsuomalaisten päivä; in svedese: Sverigefinnarnas dag) è una festività celebrata in Svezia ogni 24 febbraio; la ricorrenza fu istituita dall'Accademia svedese e la prima celebrazione avvenne nel 2011. La data del 24 febbraio fu scelta perché si tratta dell'anniversario della nascita di Carl Axel Gottlund (1796-1875), autore di raccolte di poesie popolari e difensore della lingua finlandese in Svezia. L'obiettivo della ricorrenza è quello di celebrare la comunità finnosvedese e di riconoscere la storia, la lingua finlandese e la cultura finnosvedese come parte integrante del patrimonio culturale della Svezia.
I comuni svedesi la cui popolazione consta di una significativa minoranza di finnosvedesi alzano le loro bandiere finnosvedesi durante questa ricorrenza a cadenza annuale, nonostante questa non costituisca ufficialmente un "Giorno della bandiera". La festività è celebrata in varie città della Svezia, come nella capitale Stoccolma, a Eskilstuna, a Göteborg, a Västerås e a Nykvarn; durante la giornata si svolgono concerti, spettacoli di danza, spettacoli teatrali per bambini, conferenze di scrittori e karaoke. Nel 2013 questi intrattenimenti attirarono un numero particolarmente elevato di persone in molti centri abitati svedesi, poiché si trattò del primo giorno finnosvedese in cui si tennero celebrazioni ufficiali. Nel 2017, più di mille persone assistettero alle cerimonie presso il Municipio di Stoccolma.
Nel 2019, la foca fu eletta animale simbolo della comunità finnosvedese dagli ascoltatori di Sveriges Radio Finska, canale radiofonico in lingua finlandese di Sveriges Radio, precedentemente noto come Sisuradio.